# 弗里德里希·威廉·舒尔茨 (植物学家)
弗里德里希·威廉·舒尔茨（德语：Friedrich Wilhelm Schultz，1804年1月3日—1876年12月30日）是一位德国药剂师和植物学家，来自茨韦布吕肯。
他最初是在父亲位于茨魏布吕肯的商店学习药剂专业的。1827年开始在慕尼黑学习，后来在蒂宾根从事博士后工作。在1832年，他成为比奇一家药店的老板，并于1853年搬到魏森堡。
舒尔茨是列当科植物方面的专家。他最著名的出版物之一是一本关于普法尔茨植物区系的书，名为《Flora der Pfalz》。他与保罗·康斯坦·比约合著了《法国花卉档案馆》（Archives de la flore de France et d'Allemagne）。
在1840年，他与兄弟卡尔·海因里希·舒尔茨等人创立了科学学会POLLICHIA，这是一个专门从事莱茵兰-普法尔茨地区自然研究的团体。